# Krabbestigen
Krabbestigen – wieś w zachodniej Norwegii, w okręgu Sogn og Fjordane, w gminie Vågsøy. Miejscowość leży na południowej części wyspy Husevågøy, nad fiordem Fåfjorden. Krabbestigen znajduje się 2 km na zachód od miejscowości Tytingvågen i około 9 km na południe od centrum administracyjnego gminy – Måløy. Z wyspy można dostać się na stały ląd tylko promem, który kursuje do miejscowości Måløy oraz Oldeide.   
Miejscowość jest wymieniona w źródłach historycznych pochodzących z XVI wieku.